# Marc Geujon
Marc Geujon, né le 8 octobre 1974 à Gonnehem est un trompettiste français.

## Biographie
Marc Geujon étudie la trompette à l'école de musique de Gonnehem avec Gilbert Breuvart, à l'école nationale de musique d'Arras dans la classe de Philippe Vaucoret puis au conservatoire de Rueil-Malmaison avec Éric Aubier. Premier prix à l'unanimité du Conservatoire national supérieur de musique de Paris, il est successivement trompette solo de l'orchestre de la Garde républicaine, de l'orchestre symphonique de Mulhouse, de l'orchestre de Picardie, de l'Orchestre de chambre de Paris puis trompette solo super-soliste de l'orchestre de l'Opéra national de Paris.
Marc Geujon est professeur de trompette du Conservatoire national supérieur de musique et de danse de Paris.
Il est également chambriste au sein du quintette de cuivres de l'opéra national de Paris (avec Alexis Demailly, David Defiez, Nicolas Vallade et Fabien Wallerand). Il joue régulièrement en soliste en Europe, en Asie et aux États-Unis. Il collabore également avec le facteur d'instruments Schilke (Chicago-USA), notamment pour la Soloiste Serie (modèles SC4-MG et SB4-MG).

## Discographie
- « Concertos pour trompette et orchestre de Joseph Haydn et Johann Nepomuk Hummel » avec l’Orchestre Paul Kuentz, Live recording
- « 4 concertos pour cor de Wolfgang Amadeus Mozart » avec l’Orchestre Paul Kuentz, Live recording - Corno da Caccia
- « The Classical Concertos » avec l’Orchestre symphonique de Mulhouse, dirigé par Jacques Lacombe, Indesens Records

• « Proclamation » (Œuvres de Bloch, Arutiunian, Hétu et Estacio) avec l’Orchestre symphonique de Mulhouse, dirigé par Jacques Lacombe, Indesens Records